# Denis Fahey
Padre Denis Fahey (Golden, 1883 – 21 gennaio 1954) è stato un presbitero, teologo e scrittore irlandese.
Educato secondo la dottrina del Cristo Re e del conservatorismo cattolico, fu fondatore dell'organizzazione ultratradizionalista cattolica irlandese Maria Duce con cui si impose nello scenario politico del Paese.
Ancor oggi raffigurato con un alone di mistero e complottismo, fu un sostenitore dell'autenticità dei Protocolli dei Savi di Sion e delle teorie del complotto riguardanti gli ebrei.

## Biografia
Nato nella piccola comunità Golden nella contea di Tipperary, fu educato al Rockwell College e a 17 anni entrò nella scuola cattolica Holy Ghost Congregation, una delle missioni educative del gruppo cristiano Congregazione dello Spirito Santo.

## Teorie del complotto
Parte della sua bibliografia e dei suoi studi hanno riguardato la figura di Gesù Cristo, tuttavia ha sempre respinto l'ebraismo. Era convinto che il sistema tradizionale corporativista del Medioevo era molto simile a quello che la società occidentale avrebbe dovuto prendere, ovvero con la fede al centro dell'esistenza e con forti ideali a caratterizzare ogni singolo individuo, contrariamente al mondo attuale senza ideali e in continua decadenza.
Scrisse che i tre principali fenomeni che hanno portato la civiltà occidentale a decadere inesorabilmente sono stati: la riforma protestante, la rivoluzione francese e la rivoluzione d'ottobre, quest'ultimo una possibile azione terrena ordinata da Satana.
Secondo lui, la Chiesa cattolica contemporanea dovrebbe lottare contro pensieri e persone ostili a essa come i satanisti e il loro idolo, gli ebrei, i massoni e i naturalisti.
Ha spesso attaccato e accusato molti governi di sostenere società segrete e logge massoniche e/o addirittura di essere mossi da queste.
Fermo oppositore di una cospirazione giudomassonica mondiale, che punterebbe al dominio del mondo, responsabile della nascita e diffusione del comunismo e propagazione del sentimento anticristiano.

## Scritti
Inizia a stendere i primi scritti intorno al 1920 trattando puramente argomenti sul Cristianesimo, sulla filosofia e sulla natura, scrivendo spesso e volentieri per riviste di stampo cattolico tra cui la prestigiosa Irish Ecclesiastical Record.
- Mental Prayer According to the Teaching Oif Saint Thomas Aquinas. Dublin: M.H. Gill, 1927.
- The Kingship of Christ, According to the Principles of St. Thomas Aquinas. Browne & Nolan, Dublin/ London 1931.
- mit Auguste Phillippe: The Social Rights of Our Divine Lord Jesus Christ, the King. Browne & Nolan, Dublin 1932.
- The Mystical Body of Christ in the Modern World. Browne & Nolan, Dublin 1935.
- Le Rohellec, Joseph, Denis Fahey, Stephen Rigby: Mary, Mother of Divine Grace. Christian Book Club of America, Palmdale, Calif 1937.
- mit G. Joannès:  O Women! What You Could Be.  Browne and Nolan, Dublin 1937.
- The Rulers of Russia. Dublin, März 1938
- The Mystical Body of Christ and the Reorganization of Society. Browne and Nolan, Waterford, Ireland 1939.
- The Kingdom of Christ and Organized Naturalism. Forum Press, Wexford, Ireland 1943.
- Money Manipulation and Social Order. Browne and Nolan, Cork 1944.
- The Tragedy of James Connolly. Forum Press, Cork 1947.
- The Rulers of Russia and the Russian Farmers. Maria Regina series, no. 7. Co. Tipperary, Thurles 1948.
- Grand Orient Freemasonry unmasked: as the secret power behind communism through discovery of lost lectures delivered by George F. Dillon. 1950.
- Humanum Genus: Encyclinal Letter of His Holiness Pope Leo XIII on Freemasonry. Britons Publishing Society, London 1953.
- The Church and Farming. The Forum Press, Cork 1953.
- The Kingship of Christ and the Conversion of the Jewish Nation. Holy Ghost Missionary College, Dublin 1953.
- Money Manipulation and the Social Order. Regina Publications, Dublin 1974.
- Secret Societies and the Kingship of Christ. Christian Book Club of America, Palmdale, Calif 1994.
- L. Fry, Denis Fahey: Waters Flowing Eastward; The War against the Kingship of Christ. Britons Pub. Co, London 1965.